# Узункольський сільський округ (Теректинський район)
Узунко́льський сільський округ (каз. Ұзынкөл ауылдық округі, рос. Узункольский сельский округ) — адміністративна одиниця у складі Теректинського району Західноказахстанської області Казахстану. Адміністративний центр та єдиний населений пункт — село Узунколь.
Населення — 869 осіб (2021; 891 у 2009, 1254 у 1999, 1265 у 1989).
Станом на 1989 рік існувала Узункольська сільська рада (село Узунколь).